# Dentimachus glabrus
Dentimachus glabrus là một loài tò vò trong họ Ichneumonidae.